# Château de Crosville-sur-Douve
Le château de Crosville-sur-Douve est une ancienne demeure fortifiée, du XVe siècle, remaniée à plusieurs reprises, qui se dresse sur le territoire de la commune française de Crosville-sur-Douve, dans le nord du département de la Manche, en région Normandie. Il fut la possession de la famille Boudet, qui prit le nom de Crosville en 1365, et s'éteignit en 1742.
Le château, qui accueille de nombreuses manifestations, dont les Journées des plantes franco-britanniques en avril, est partiellement classé au titre des monuments historiques.

## Localisation
Le château est situé à 300 mètres au sud de l'église Saint-Gervais-et-Saint-Protais, sur la commune de Crosville-sur-Douve, en bordure du marais de la Douve, dans le département français de la Manche.
Crosville était un point de défense avant le fort de Rauville-la-Place, bastion avancé de Saint-Sauveur-le-Vicomte.

## Historique
Il existait sur le site une première maison forte construite au XIe siècle, qui tenait lieu de poste avancé de la forteresse de Saint-Sauveur-le-Vicomte. Il n'en subsiste aucun vestiges.
Selon la tradition, un certain Raoul Boudet († 1087), seigneur de Crosville, aurait accompagné Guillaume, lors de la conquête de l'Angleterre en 1066,. Raoul II son fils, participa à la croisade de 1096 avec Robert Courteheuse. Quoi qu'il en soit, les Boudet résidèrent au château jusqu'en 1742.
En 1354, Nicolas Boudet prend part à la révolte comme partisan de Geoffroy d'Harcourt, et vit ses biens confisqués. Son fils, Jean II Boudet († 1403), écuyer, prit le parti du roi de France et guerroya avec Du Guesclin, et se vit restituée la seigneurie au traité de 1365, qui portera désormais le nom de Crosville. C'est probablement à ce dernier, ou ses descendants, que l'on doit la construction des parties les plus anciennes de l'actuel manoir, comme le donjon, la tour d'angle et la porterie. Les Boudet, par la suite, renforcèrent leur prestige grâce à des alliances avec notamment les familles Ravalet et Franquetot.
Le corps de logis fut certainement érigé, sous Louis XIII, par Jean V Boudet de Crosville, chambellan du prince de Condé, près d'une tour d'origine médiévale. Mort, en 1630, sans avoir terminé son château, c'est son fils Jean VI Boudet de Crosville († 1672) qui en poursuit l'édification,.
Au XVIIIe siècle, Jean-Baptiste de Crosville, nommé Président de la Chambre des comptes du Parlement de Normandie, alors seigneur des lieux, délaisse le château, trop éloigné à présent de Rouen, ou il exerce sa nouvelle charge. En 1742, au décès de Jean-Baptiste, sans héritier, et dernier du nom, c'est sa sœur Marie-Madeleine qui hérite de la seigneurie. Par la suite, les propriétaires se succèdent et le château devient le centre d'une exploitation agricole et commence à se dégrader. Le logis est transformé en greniers et bâtiment agricole.
Pendant l'occupation, les Allemands construisirent, derrière le pignon est du château, une rampe de lancement de V1 qui employa 150 prisonniers russes, des femmes et des jeunes, dont beaucoup seraient morts du typhus sous la surveillance de 250 Allemands. À l'arrivée des Américains, la rampe n'était pas achevée.
En 1979, le marquis de la Chapelle-Crosville, propriétaire du château et qui n'y faisait aucun entretien, reçut un avis d'expropriation et décida de mettre l'ensemble en vente. Cinq ans plus tard, n'ayant trouvé aucun acheteur, fin 1984, il propose de vendre le domaine à la famille Lefol, Émile (1929-2013) et son épouse Paulette (1932-2010) fermiers du château à la suite du grand-père Auguste Lefol (1898-1964) qui en exploitait les terres depuis 1932, avec les 70 hectares, contre la somme de 1,1 million de francs. L'acte sera signé le printemps suivant. Dès le début de l'été après un sommaire nettoyage et de menues réparations, le château est ouvert au public et accueille 800 visiteurs. Afin de trouver des subventions, divers dossiers sont déposés et en 1986, Michèle Lefol, fille d'Émile et de Paulette, obtient le prix départemental des VMF, puis en 1988, le prix national, et toujours en 1988, le grand prix de la Fondation de France, puis le prix de la vocation de la Fondation Bleustein-Blanchet, etc. Après de nombreux articles dans la presse, et un reportage du magazine télévisé Des racines et des ailes, l'argent des prix et les subventions publiques ont permis d'engager les premiers travaux de restauration. Six ans après, la charpente était refaite à 70 % avec une toiture toute neuve. Les gros travaux se poursuivront jusqu'en 2002, reste aujourd'hui à rénover l'intérieur.

## Description

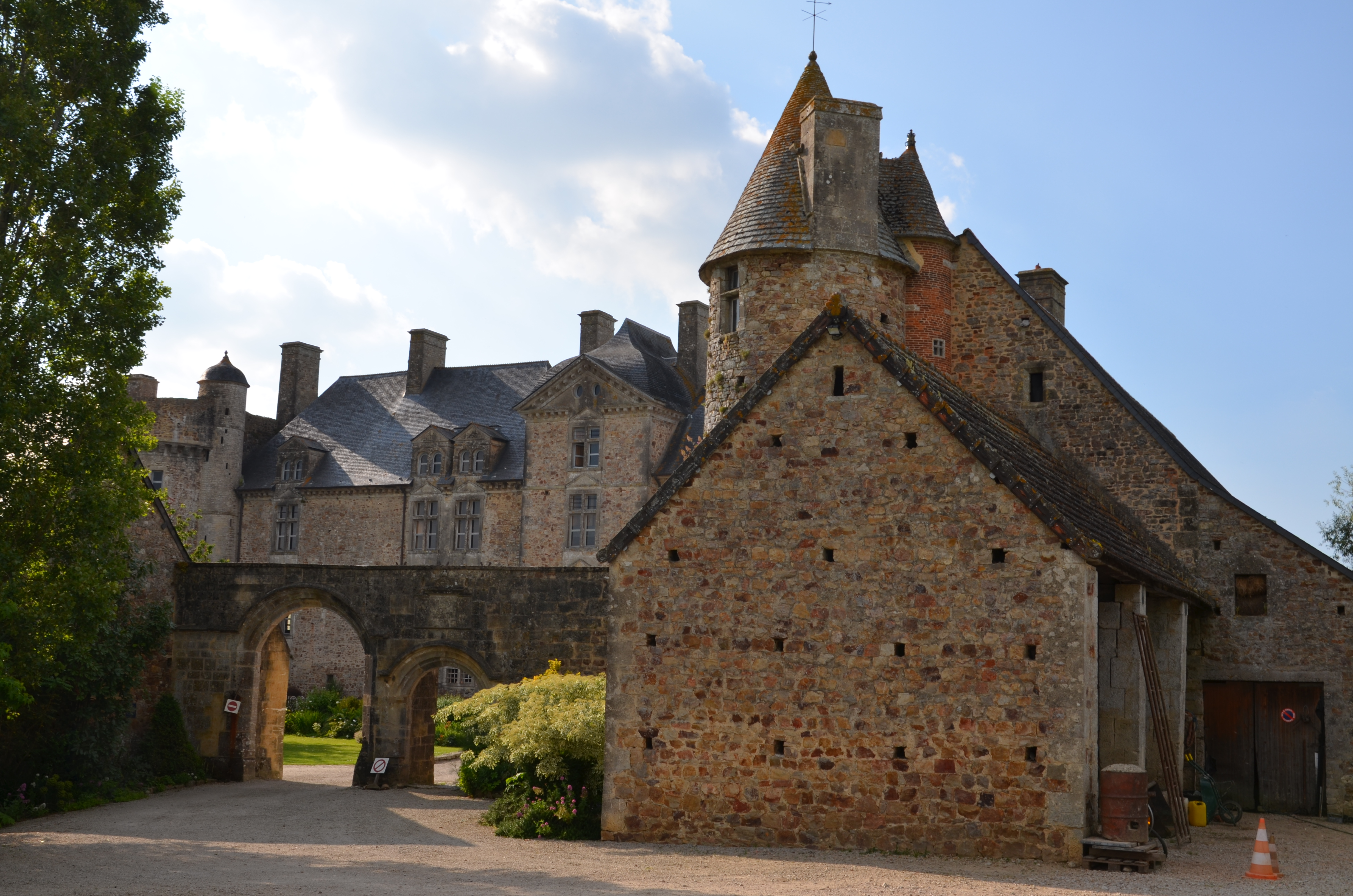
La porte double charretière et piétonne.

Le château de Crosville, qui a été inhabité de 1742 au XXe siècle, symbolise les constructions seigneuriales de la période Henri IV et Louis XIII. On accède à la cour après avoir franchi une porte double charretière et piétonne à double arcades à arc légèrement surbaissé du XVIe siècle.
Le château, construit dans le milieu du XVIIe siècle (vers 1654), se présente sous la forme d'un long corps de logis principal de deux étages sur un rez-de-chaussée peu élevé. Sa façade s'éclaire par de hautes fenêtres à meneaux surmontées de frontons triangulaires plats, à la mode au début du XVIIe siècle. Les combles prennent le jour par des petites lucarnes à double ouverture.
Ce logis s'appuie sur le donjon circulaire du XVe siècle, percé de fenêtres au XVIe siècle, sur lequel est venue s'accoler au XVIe siècle une tourelle d'escalier en encorbellement, coiffé d'une couverture en croupe. Des éléments défensifs, il subsiste des embrasures de tirs dans la tourelle qui surveille la porte d'entrée ainsi que dans le donjon avec ses mâchicoulis, mais qui a perdu ses créneaux, et qui sont les parties les plus anciennes.
À l'intérieur, on peut remarquer dans le pavillon central, qui s'éclaire par trois fenêtres au-dessus de la porte du rez-de-chaussée, l'escalier monumental en granit à double volée qui dessert les différents niveaux. Dominant les toitures d'un étage afin de desservir également les greniers, il est surmonté d'un toit en croupe et de deux cheminées rectangulaire. À l'étage, dans la grande salle, une cheminée monumentale en pierre reposant sur des colonnettes corinthiennes doubles cannelées arbore un manteau très décoré. Un entablement qui soutient la hotte, décorée également, de colonnes corinthiennes plus petites arbore en son centre les armes du seigneur du lieu malheureusement bûché à la Révolution. Cette dernière est d'un style proche de la cheminée située à l'étage du manoir du Dick dans ce qui fut la salle d'apparat.
Toujours dans la grande salle carrelée du premier étage, la cheminée est surmontée, d'un plafond aux poutres apparentes, qui comporte des cartouches représentant des scènes mythologiques s'inspirant des Métamorphoses d'Ovide, accolées de rinceaux à volutes végétales, peints en 1654,. Les portes peintes également sont décorées de scènes représentant les travaux d'Hercule. L'ensemble est dans les tons vert-jaune.
On peut encore voir à l'extérieur, deux pavillons percés de fenêtres à meneaux, surmontées de frontons triangulaires, qui bornaient, au nord du domaine, un jardin d'agrément. Restaurés, ils ont reçu une nouvelle charpente.
Les châteaux de Crosville, de Chiffrevast, de Sotteville et de Saint-Martin-le-Hébert présentent une certaine analogie tant du point de vue architecturale que décoratifs, qui laisse penser que ces constructions « monumentales » appartiennent à une même école architecturale cotentinaise couvrant la fin du XVIe et le début du XVIIe siècle,.

## Protection
Le château, en totalité ; les façades et toitures des communs, ainsi que les deux cheminées du commun est ; la cour ; l'assiette du jardin et ses murs de clôture ; la porterie et sa tourelle et les deux pavillons d'angle du jardin sont classés au titre des monuments historiques par arrêté du 6 décembre 2000.

## Visite et manifestations
Le château est ouvert à la visite tous les après-midis, d'avril à fin octobre. Les salles du château sont disponibles à la location pour des réceptions. Dans la cour, au printemps sont organisées les journées des plantes franco-britannique. En août s'y tient un salon des antiquaires.